# برناباد (بردسکن)
برناباد یا برن‌آباد نام روستایی از توابع بخش انابد شهرستان بردسکن در استان خراسان رضوی است. این روستا در دهستان صحرا قرار دارد و براساس سرشماری سال ۱۳۸۵ جمعیت آن ۹۳ نفر (۲۸ خانوار) بوده است.